# Episodi di The Hunger (seconda stagione)
La seconda stagione della serie televisiva The Hunger è stata trasmessa in anteprima negli Stati Uniti d'America da Showtime dal 10 settembre 1999 al 5 marzo 2000.
In Italia questa stagione è stata trasmessa da Jimmy.
| nº | Titolo originale           | Titolo italiano | Prima TV USA      | Prima TV Italia |
| -- | -------------------------- | --------------- | ----------------- | --------------- |
| 1  | Sanctuary                  |                 | 10 settembre 1999 |                 |
| 2  | Skin Deep                  |                 | 10 settembre 1999 |                 |
| 3  | Dream Sentinel             |                 | 10 settembre 1999 |                 |
| 4  | And She Laughed            |                 | 3 ottobre 1999    |                 |
| 5  | Nunc Dimittis              |                 | 10 ottobre 1999   |                 |
| 6  | Week Woman                 |                 | 17 ottobre 1999   |                 |
| 7  | Night Bloomer              |                 | 24 ottobre 1999   |                 |
| 8  | The Diarist                |                 | 31 ottobre 1999   |                 |
| 9  | Sin Seer                   |                 | 7 novembre 1999   |                 |
| 10 | Triangle in Steel          |                 | 14 settembre 1999 |                 |
| 11 | Brass                      |                 | 21 novembre 1999  |                 |
| 12 | Replacements               |                 | 28 novembre 1999  |                 |
| 13 | I'm Very Dangerous Tonight |                 | 2 gennaio 2000    |                 |
| 14 | Wrath of God               |                 | 9 gennaio 2000    |                 |
| 15 | Bottle of Smoke            |                 | 16 gennaio 2000   |                 |
| 16 | The Perfect Couple         |                 | 23 gennaio 2000   |                 |
| 17 | The Sacred Fire            |                 | 3 gennaio 2000    |                 |
| 18 | Approaching Desdemona      |                 | 6 febbraio 2000   |                 |
| 19 | The Seductress             |                 | 13 febbraio 2000  |                 |
| 20 | Double                     |                 | 20 febbraio 2000  |                 |
| 21 | The Falling Man            |                 | 27 febbraio 2000  |                 |
| 22 | The Suction Method         |                 | 5 marzo 2000      |                 |